# Bengt Nyholm
Bengt „Zamora“ Nyholm (30. ledna 1930 – 10. září 2015) byl švédský fotbalista, který hrával na pozici brankáře. V roce 1961 získal ve Švédsku ocenění Guldbollen pro nejlepšího fotbalistu roku. Měl přezdívku Zamora po španělském brankáři Ricardo Zamorovi.

## Fotbalová kariéra
Téměř celou svou kariéru strávil v klubu IFK Norrköping, který jej v roce 1948 angažoval z mateřského IF Älgarna. S IFK vyhrál šestkrát titul ve švédské první lize Allsvenskan.
V letech 1959–1964 nastupoval za švédskou fotbalovou reprezentaci. Celkem odehrál v národním týmu 30 zápasů.